# Карпович, Владимир Станиславович
Влади́мир Станисла́вович Карпо́вич (1898, Санкт-Петербург — ?) — деятель ГПУ/НКВД СССР, капитан государственной безопасности. Заместитель наркома внутренних дел Башкирской АССР. Входил в состав особой тройки НКВД СССР, внесудебного и, следовательно, не правосудного органа уголовного преследования.

## Биография
Владимир Станиславович Карпович родился в 1898 году в Санкт-Петербурге в рабочей семье. Вступил в РКП(б) в 1919 году. С того же года работал в органах ВЧК−ОГПУ−НКВД.
- 1935—1936 годы — начальник Кингисеппского ОКРО УНКВД ЛО.
- 1936—1937 годы — начальник 1 отделения СПО УНКВД ЛО, помощник начальника СПО УНКВД Ленинградской области.
- 1937—1939 годы — заместитель наркома внутренних дел Башкирской АССР. Этот период отмечен вхождением в состав особой тройки, созданной по приказу НКВД СССР от 30.07.1937 № 00447[2] и активным участием в сталинских репрессиях[3].
- 13.03.1939 — уволен со службы по причине невозможности использования на работе в Главном управлении государственной безопасности[4].

Избирался депутатом Верховного Совета Башкирской АССР 1-го созыва.

## Завершающий этап
Арестован 21 марта 1940 года. Осуждён ВКВС СССР 4 февраля 1941 года на 10 лет ИТЛ. Досрочно освобождён в 1944 году.

## Награды
- Почётный сотрудник госбезопасности V
- 19.12.1937 — Орден Красной Звезды